# قرطوفه
قرطوفه (به عربی: قرطوفة) یک شهرداری در الجزایر است که در استان تیارت واقع شده‌است.